# Frente Patriótico Rohinyá
El Frente Patriótico Rohinyá (abreviado como RPF) fue una organización política con sede en el Cox's Bazar, Bangladés. El RPF poseía un reducido y mal equipado ejército de 70 combatientes, quienes estuvieron activos a lo largo de la frontera entre Birmania y Bangladés y en el norte de Arakan (actual Estado de Rakaín, Birmania). El objetivo del RPF era crear una zona musulmana autónoma para el pueblo rohinyá.
Muhammad Jafar Habib, un licenciado de la Universidad de Rangún y un nativo de la ciudad de Buthidaung, fue el líder del RPF. Anteriormente había sido el secretario del Partido de Liberación Rohinyá (RLP).

## Historia
El 26 de abril de 1964, el Frente de Independencia Rohinyá (RIF) fue establecido con el objetivo de crear una zona musulmana autónoma para la población rohinyá. El nombre del grupo cambió a Ejército Independiente Rohinyá (RIA) en 1969, y posteriormente a Frente Patriótico Rohinyá (RPF) el 12 de septiembre de 1973. En junio de 1974, el RPF fue reorganizado por Muhammad Jafar Habib, quién se autoproclamó líder del grupo, junto con Nurul Islam, abogado con formación en Rangún, quién asumió como vicepresidente, y al médico Muhammad Yunus, como secretario general del grupo.
El 6 de febrero de 1978, el junta militar socialista al mando el general Ne Win realizó la Operación Nagamin (Operación Rey Dragón) en el norte de Arakan (Estado de Rakaín), uno de los objetivos del cual era para arrestar miembros del RPF. La operación creó divisiones dentro del RPF, lo que provocó que la organización se dividiera en varias facciones, mucho de los cuales finalmente pasaron a fusionarse y convertirse en la Organización de Solidaridad Rohinyá (RSO) en 1982. En 1986, el RPF fusionó con una facción del RSO liderada por el exvicepresidente del RPF, Nurul Islam, y se convirtió en el Frente Islámico Rohinyá en Arakan (ARIF).